# Mabandla Dlamini
Prinz Mabandla Fred Ndavombili Dlamini (* 11. November 1930; † Juni 2025) war ein eswatinischer Politiker und von 1979 bis 1983 Premierminister von Swasiland.

## Leben
Prinz Mabandla Dlamini ist Mitglied der königlichen Familie und arbeitete vor seiner Ernennung zum Premierminister als Manager auf einer Zuckerrohrplantage.
1972 wurde er für den oppositionellen Ngwane National Liberatory Congress (NNLC) in das House of Assembly gewählt; 1973 wurden alle Parteien von König Sobhuza II. verboten.
Bis zum Tode von Sobhuza II. im Jahr 1982 unterstützte er dessen Regierungspolitik, versuchte aber auch politische Reformen und machte sich zur Aufgabe, die Korruption im Verwaltungsapparat zu bekämpfen. Er erwirkte die Freilassung von 15 mehrjährig inhaftierten NNLC-Mitgliedern. Zusätzliche Feinde machte er sich mit seiner südafrikakritischen Haltung bezüglich der damaligen Apartheidpolitik. Da das Land wirtschaftlich vom großen Nachbarn stark abhängig war, wurde er von konservativen Mitgliedern der politischen Elite entmachtet und durch Bhekimpi Dlamini ersetzt.